# Quittance de loyer
Une quittance de loyer est un document papier ou numérique utilisé en gestion locative. Il permet au propriétaire d'attester que son ou ses locataires (en cas de colocation) sont bien à jour dans le paiement de leurs loyers et charges locatives. Si un logement en location est géré par une agence immobilière ou un professionnel de l'immobilier via un mandat de gestion locative, c'est à ces derniers de fournir la quittance de loyer.

## Usage
La quittance de loyer permet notamment à une personne à la recherche d'un nouveau logement à louer d'attester qu'elle a bien payé les loyers dans son logement précédent. Elle augmente ainsi ses chances d'obtenir une nouvelle location.
La quittance de loyer peut également servir de justificatif de domicile.

## Obligations
Un propriétaire est obligé de fournir une quittance de loyer, à titre gratuit, à partir du moment où un locataire à jour du paiement des loyers et charges locatives adresse une demande circonstanciée.
Le coût de l'édition du document, ou le coût d’un timbre postal, ne peuvent pas être répercutés sur le locataire, comme l'indique l’article 21 de la loi n°89-462 du 6 juillet 1989 tendant à améliorer les rapports locatifs.
Une quittance de loyer peut-être remise en main propre, par courrier postal ou de façon dématérialisée. Dans ce dernier cas, le propriétaire ou son mandataire devront avoir obtenu l'accord du ou des locataires pour transmettre un document numérique.
La quittance de loyer peut-être rédigée de façon manuscrite ou éditée via un logiciel de gestion locative.
Enfin, plusieurs quittances de loyer peuvent être délivrées en une fois sous la forme d'une quittance de loyer annuelle.